# علاقة عكسية
العلاقة العكسية (بالإنجليزية: Inverse relationship)‏هي علاقة رياضية يكون فيها واحد من المتغيرين يزداد بنقصان المتغير الآخر. على سبيل المثال، هناك علاقة عكسية بين الكتلة والعجلة في قانون نيوتن الثاني (f=(m.a لكن لاحظ جيدا في المعادلة السابقه ان الكتلة تتناسب طرديا مع القوه لوجود علامة = بينهم.

تستخدم العلاقة العكسية، ونظيرتها العلاقة الطردية بشكل كبير في الفيزياء، لوصف العلاقة بين متحولين في معادلة ما.

## ترميز رياضي
هي علاقة بين كميتين إذا ازدادت الأولى نقصت الثانية وإذا ازادت الثانية نقصت الأولى وتكون العلاقة العكسية تناسب عكسي إذا كان س×ص=ك مقدار ثابت